# Стрекачево (Ёгонское сельское поселение)
Стрекачёво — деревня в Весьегонском муниципальном округе Тверской области.

## География
Деревня находится в северо-восточной части Тверской области на расстоянии приблизительно 21 км на запад-северо-запад по прямой от районного центра города Весьегонск.

## История
Известна с 1628 года как деревня с 6 жилыми дворами, владение помещика Раткова. Дворов было 13 (1859), 25 (1889), 33 (1931), 25 (1963), 10 (1993), 3 (2008),. До 2019 года входила в состав Ёгонского сельского поселения до упразднения последнего.

## Население
Численность населения: 102 человек (1859), 107 (1889), 111 (1931), 59 (1963), 17 (1993), 11 человек (русские 100 %) в 2002 году, 5 в 2010.